# Колоне (Фрозиноне)
Колоне (итал. Colonne) је насеље у Италији у округу Фрозиноне, региону Лацио.
Према процени из 2011. у насељу је живело 43 становника. Насеље се налази на надморској висини од 90 м.